# Ford F-Series (neuvième génération)
Article principal: Ford F-Series

La neuvième génération du Ford F-Series est une gamme de pick-ups produits par Ford des années modèles 1992 à 1998. C'est la dernière génération de F-Series qui comprend une gamme complète de pick-ups allant du pick-up F-150 d'une demi-tonne au pick-up commercial F-800 de poids moyen, il s'agit de la troisième génération de F-Series avec la carrosserie et le châssis introduits en 1980.
Pour améliorer l'aérodynamisme de l'extérieur, le carénage avant a subi une révision substantielle de sa conception. Le design de la benne FlareSide a fait son retour, à la suite d'un changement substantiel dans sa conception.
En 1996, le F-Series de dixième génération a été lancé (y compris le F-150) pour l'année modèle 1997. Les F-250 et F-350 de neuvième génération sont restés en production jusqu'aux années modèles 1997 et 1998, respectivement. En 1999, la gamme des modèles plus lourds ont été remplacées par les pick-ups Ford Super Duty, une marque également adoptée pour les pick-ups Ford de poids moyen.

## Historique de la conception
Dans l'intérêt de l'aérodynamisme, les lignes du capot, des ailes avant et de la calandre ont été arrondies pour 1992. En plus de la calandre plus grande, les phares ont été agrandis (les clignotants se déplaçant à nouveau en dessous). L'intérieur a été mis à jour avec un tableau de bord redessiné ainsi que de nouveaux sièges. Les modèles à cabine étendue (SuperCab) ont reçu des vitres latérales arrière plus grandes. Un changement notable comprenait la réintroduction de la benne Flareside qui est revenu en production pour la première fois depuis 1987. Au lieu de la benne précédente de style classique, la benne Flareside était désormais une version à carrosserie étroite de la benne avec double roues arrière ; les ailes arrière ont été repositionnées pour s'adapter à la largeur de la cabine. De plus, contrairement à la benne Flareside classique, deux réservoirs d'essence étaient disponibles avec celle-ci, mais uniquement pour les modèles à 2 roues motrices.
Les modèles de 1994 ont apporté un tableau de bord légèrement mis à jour et l'ajout d'un airbag standard côté conducteur dans les F-150 et les F-250 légers uniquement, feu stop central, verrouillage du levier de frein et climatisation sans CFC. Les nouvelles options de 1994 comprenaient l'entrée à distance sans clé avec alarme, un lecteur de disque compact intégré au système stéréo ordinaire et un siège conducteur à réglage électrique ; un rétroviseur intérieur électrochrome a également été proposé en 1994 et 1995 dans le cadre d'une finition avec éclairage de luxe.
Pendant une grande partie de la neuvième génération, Ford suivait son rival General Motors dans les ventes combinées de pick-ups, bien que les ventes aient régulièrement augmenté chaque année. 500 000 pick-up F-Series ont été vendus en 1992, mais ce chiffre est passé à près de 800 000 en 1996, permettant à Ford de dépasser les ventes combinées de pick-ups Chevrolet et GMC pour la première fois en une décennie.

## Finition
- Custom (1992-1993) inclus : Lumière pour la benne, verre tinté, calandre en argent, roues en acier avec enjoliveurs, tapis de sol de couleur assortie, une radio AM avec horloge numérique et deux haut-parleurs, banquette en vinyle et voltmètre, jauges de pression d'huile et de température.
- XL (1992-1997) ajoute : Roues en acier argent, climatisation, une banquette en tissu et une banquette arrière, dans le SuperCab uniquement.
- XLT (1992-1997) ajoute : Bande de frottement noire, calandre chromée, roues en aluminium de style assiette creuse, pochettes pour cartes en moquette, une chaîne stéréo AM/FM avec horloge numérique et deux haut-parleurs et une banquette en tissu et vinyle.
- Nite (1990-1992) ajoute : Banquette en tissu avec soutien lombaire, lunette arrière coulissante et roues en aluminium de style assiette creuse.
- SVT Lightning (1993-1995) ajoute (à la finition XLT) : Jantes en aluminium à 5 branches, une chaîne stéréo AM/FM avec lecteur cassettes, horloge numérique et quatre haut-parleurs, vitres et serrures électriques et climatisation.
- Eddie Bauer (1995-1996, F-150 seulement)
- 4x4 Offroad (1992-1997)

La finition monochromatique "Nite" introduite en 1990 a continuée, mais elle a été abandonnée à la fin de l'année modèle 1992. Comme auparavant, elle comportait un extérieur entièrement noir avec une bande rose ou bleu-violet et un décalque «Nite» sur les côtés de la benne de chargement.
En 1993, le modèle Custom a été abandonné, car le XL est devenu le nouveau modèle de base. Suivant l'exemple de l'Aerostar, du Ford Bronco et de l'Explorer, la gamme de finitions Eddie Bauer - avec des garnitures plus soyeuses et des caractéristiques standard accrues - a été réintroduite pour 1995. Toujours en 1993, le SVT Lightning a été introduit, se situant entre le Chevrolet 454SS et le GMC Syclone. L'équipe de Ford Special Vehicles a amélioré le F-Series Lightning ordinaire avec une suspension et des freins robustes. Les mises à niveau du groupe motopropulseur provenaient des pick-ups lourds, avec une version de 240 ch du V8 de 5,8 L et la transmission E4OD avec surmultiplication normalement associée au moteur diesel de 7,3 L et aux V8 460 de 7,5 L.
Le F150 à 4 roues motrices a continué à utiliser l'essieu Dana 44 Twin-Traction Beam des pick-ups de 80-91 et l'essieu arrière de 224 mm de Ford. Le F250 à 4 roues motrices portait l'essieu avant Dana 50 Twin Traction Beam et l'essieu Sterling de 260 mm de la génération précédente pour l'arrière ; avec flottement complet sur les pick-ups lourds de 3/4 tonne et le F350 à 4 roues motrices utilisait l'essieu avant Dana 60 et l'essieu arrière Sterling de 260 mm.

## Modèles
Les modèles du Ford F-Series de neuvième génération sont :
- F-150 : 1/2 tonne (6 250, poids nominal brut max. du véhicule)
- F-250 (1992-1995) : 3/4 de tonne (8 800, poids nominal brut max. du véhicule)
- F-250 HD (1996-1997) : 3/4 de tonne (8 800, poids nominal brut max. du véhicule)
- F-350 : 1 tonne (10 000, poids nominal brut max. du véhicule)
- F-Super Duty (modèle à châssis-cabine uniquement) : 1,5 tonne et plus (16 000, poids nominal brut max. du véhicule)

Les F-150, F-250, F-250 HD, F-350 et F-Super Duty étaient disponibles dans de nombreuses configurations différentes, des modèles de base châssis-cabine aux modèles XLT avec leurs chromes et leurs sièges moelleux. Les pick-ups venaient avec une variété de moteurs essence et diesel. Le F-150 pouvait être équipé de l'un de ces trois moteurs essence, le six cylindres en ligne de 4,9 L, le V8 de 5,0 L et le V8 de 5,8 L. Les mêmes options de moteur essence étaient également disponibles pour les pick-ups lourds en plus d'un moteur de 7,5 L, ou vous pouviez opter pour le moteur diesel de 7,3 L.
La première version était le V8 IDI (Indirect Injected) de 7,3 L (1992 – mi-1993), qui étaient produits par International Trucks. Mi-1993-mi-1994, un V8 IDI turbocompressé de 7,3 L avec des composants internes plus puissants a été proposé alors que les demandes d'émissions, de puissance et de couple augmentaient. Dans la seconde moitié de 1994, le nouveau V8 Power Stroke turbodiesel à injection directe de 7,3 L a remplacé le V8 IDI de 7,3 L. Construit par Navistar et utilisé par Navistar International, connu sous le nom de moteur T444 E.
Le F-250 HD était disponible de 1996 à 1997, et ne différait que légèrement du F-250 précédent. Il avait "Heavy Duty" imprimé sur les badges F250, avait des moulures légèrement différentes, utilisées la boîte de transfert 4407 du F350 et était disponible dans différentes configurations de bennes par rapport aux pick-ups F250 précédents. Le terme «Heavy Duty» n'était en fait pas lié à une mise à niveau des capacités des pick-ups, mais visait à le différencier du pick-up F250 léger, qui était simplement un Ford F150 (dixième génération) à 7 écrous de roue et il n'avait aucun rapport avec l'ancien style de carrosserie du Ford F250 ou le futur F250 SuperDuty.
Dans le cadre de la finition Offroad 4x4, ils étaient disponibles avec plusieurs plaques de protection en dessous. Après 1997, les modèles plus lourds ont été séparés du Ford F-150. Cette gamme de pick-ups s'appelait le Ford Super Duty de 1999. En raison de ces changements de conception, les techniciens de service ont commencé à désigner les premiers PowerStroke en tant qu'ASC ou Ancien Style de Carrosserie pour éviter toute confusion avec les pièces similaires du Super Duty Power Stroke 7.3. Le F-150 pouvait être équipé de bennes courtes (2 m) ou longues (2,4 m) avec une cabine ordinaire ou étendue. Les pick-ups F-250 et F-350 n'étaient disponibles qu'avec des bennes longues (2,4 m), sauf en 1996 et 1997, le F-250 HD pouvait être équipé d'un modèle à cabine étendue/benne courte ou à cabine multiplace/benne courte. Les pick-ups à double cabine double avec benne courte ou à cabine étendue avec benne courte sont très rares, car ils n'ont été produits que pendant un peu plus d'un an. Malgré la fin officielle de la production de l'ASC (neuvième génération) en 1997, les modèles étaient toujours produits jusqu'en mars 1998. Ces pick-ups avaient été planifiés avant fin 1997 et ils sont toujours intitulés pick-up de 1997, mais la date de fabrication de certains pick-ups est aussi tardive que 3/98.
Il convient également de noter que sur certains pick-ups F250 à simple cabine, l'essieu avant n'est pas en fait le Dana 50 Twin Traction Beam, mais le Dana 44 Twin Traction Beam encore plus léger que l'on trouve sur le F150 et le Bronco. Ces pick-ups se distinguent par leurs moyeux verrouillables nettement plus petits.

## Variantes

### F-Series à poids moyen
Voir aussi : Ford F-650
En tant que changement au cours de l'année modèle 1994, Ford a révisé l'extérieur de ses pick-ups à poids moyen (F-600 à F-800) pour la première fois depuis leur refonte de 1980. Un capot basculant a été rendu standard avec un capot et une calandre redessinés ; les clignotants ont été déplacés à côté des phares. Le badge du capot a été révisé, avec un badge "F-Series" singulier remplaçant la désignation du modèle précédemment estampé.
Contrairement aux pick-ups F-Series légers, les pick-ups à poids moyen ont vu peu de changements à l'intérieur ; les commandes du tableau de bord et la colonne de direction ont été conservées depuis 1980.
Alors que les pick-ups légers étaient toujours proposés avec un moteur essence V8 de 7,0 L (un V8 de 6,1 L a été abandonné après 1991), la gamme de modèles était principalement alimentée par des moteurs diesel. Au lieu du moteur V8 T444E de Navistar utilisé dans les F-250/F-350, les pick-ups à poids moyen utilisaient des moteurs diesels six cylindres en ligne (le 3126 de Caterpillar et le 6BT/ISB de Cummins).
En 1999, les F-600 à F-800 ont été abandonnés, ainsi que le châssis des bus B-Series dont ils dérivent. Alors que ce dernier n'a pas été remplacé, Ford a réintégré le segment des pick-ups moyens en 2000 avec le Ford F-650/F-750 Super Duty, développé dans le cadre d'une coentreprise avec Navistar.

### SVT Lightning
Le SVT Lightning est une version sport/performance du F-150, conçu par la Ford Truck Division et mis en vente par Ford SVT (Special Vehicle Team).
Ford a introduit le Lightning en 1992, principalement pour concurrencer le Chevrolet 454 SS, dans le but d'améliorer l'image sportive et personnelle du pick-up Ford F-Series[réf. nécessaire]. Ce Lightning initial présentait une maniabilité de performance développée par le pilote champion du monde, Jackie Stewart. Le Lightning était propulsé par une version spéciale de 240 ch (179 kW) du moteur V8 de 5,8 L. Le Lightning partageait sa structure de plate-forme de base avec le F-150 ordinaire, mais des modifications ont été apportées à de nombreux systèmes du véhicule. Un V8 Windsor de 5,8 L produisant 240 ch (179 kW) et 461 N m de couple a remplacé le moteur du F-150 standard. Le moteur était basé sur un bloc existant, mais les ingénieurs de Ford l'ont équipé d'une admission et d'une culasse "GT40" à haut débit. Comme tous les moteurs de 5,8 L d'usine, le moteur du Lightning était équipé de pistons hypereutectiques pour augmenter la réponse, la puissance et la durabilité. Le moteur était également équipé de collecteurs "shorty" en acier inoxydable[réf. nécessaire].
La transmission automatique E4OD de Ford était la seule transmission disponible. Un arbre de transmission en aluminium reliait la transmission aux engrenages de 4.10:1 du différentiel à glissement limité. La suspension avait des amortisseurs calibrés sur mesure, des barres anti-roulis avant et arrière et une lame spéciale à l'arrière, dotée d'un amortisseur en caoutchouc, qui agissait comme une barre de traction et contrôlait le saut de la roue arrière lors des fortes accélérations. Pour améliorer le châssis du Lightning, les longerons de cadre plus épais du F-250 à 4 roues motrices ont été utilisés pour augmenter la rigidité[réf. nécessaire]. Des soufflets supplémentaires ont été ajoutés au cadre aux endroits les plus sollicités, comme immédiatement derrière la suspension avant et au-dessus de l'essieu arrière. De série, le Lightning était capable d'atteindre une accélération latérale de 0,88 g, tout en conservant presque toutes les capacités de transport et de remorquage du F-150 normal à empattement court. Jantes spéciales de 17 pouces en aluminium avec pneus Firestone Firehawk, badge Lightning unique, un becquet avant avec antibrouillards et pare-chocs de couleur assortie comme sur le Bronco, un compteur de vitesse jusqu'à 190 km/h et les garnitures noircies différenciaient le Lightning des F-150 normaux. Des sièges baquets avec des supports latéraux et des supports lombaires à réglage électrique faisaient partie de la finition. Les modifications de la suspension ont permis une baisse de la hauteur de caisse de 25 mm à l'avant et de 64 mm à l'arrière[réf. nécessaire].
Le Lightning de 1993, lancé le 15 décembre 1992 par le président de Ford, Ed Hagenlocker, a reçu plus de 150 articles favorables dans les journaux, magazines et chaînes de télévision américains, et a aidé Ford à conserver son leadership sur le marché des pick-ups à usage personnel[réf. nécessaire]. Le pilote triple champion du monde Jackie Stewart a été très impliqué dans le fin réglage de la tenue de route du Lightning.
| Année modèle | Moteur                 | Puissance       | Couple  | Pick-up noirs | Pick-up rouges | Pick-up blancs | Production totale |
| ------------ | ---------------------- | --------------- | ------- | ------------- | -------------- | -------------- | ----------------- |
| 1993         | V8 Windsor FI de 5,8 L | 240 ch (179 kW) | 461 N m | 2 691         | 2 585          | N/A            | 5 276             |
| 1994         | V8 Windsor FI de 5,8 L | 240 ch (179 kW) | 461 N m | 1 382         | 1 165          | 1 460          | 4 007             |
| 1995         | V8 Windsor FI de 5,8 L | 240 ch (179 kW) | 461 N m | 824           | 695            | 761            | 2 280             |
| Total        | Total                  | Total           | Total   | Total         | Total          | Total          | 11 563            |

## Groupe motopropulseur
Certains groupes motopropulseurs de la génération précédente ont quitté la gamme lors de la refonte de 1992; la gamme essence, six cylindres en ligne de 4,9 L, V8 Windsor de 5,0 L et 5,8 L et V8 gros bloc de 7,5 L, ont été repris de la génération précédente. Une option de l'année modèle 1993, le moteur diesel V8 IDI de 7,3 L d'International a obtenu un turbocompresseur pour la première fois. La gamme de moteurs de l'année modèle 1994 a été réajustée pour augmenter la sortie. Au cours de l'année modèle 1994, le moteur diesel V8 IDI a été remplacé par le V8 T444E. Baptisé Powerstroke par Ford, le nouveau moteur diesel a de nouveau été fourni par Navistar International. Malgré le partage d'une cylindrée identique avec le moteur IDI précédent, le moteur Powerstroke/T444E turbocompressé était une toute nouvelle conception avec injection directe de carburant.
Une chose à noter est que le moteur Powerstroke de 7,3 L était le deuxième moteur diesel à injection électronique de carburant à être installé dans un pick-up léger. Le moteur TurboDiesel de 6,5 L de GM avec la pompe d'injection Stanadyne DS-4 était le premier, apparu en 1992. La Dodge Ram n'a pas proposé d'injection électronique de carburant dans ses moteurs diesel avant 1998.
Comme auparavant, le V8 de 5,0 L n'était pas proposé au-dessus du poids nominal brut du véhicule de 3,9 tonnes et le F-Superduty avait uniquement le moteur diesel de 7,5 L. Les moteurs diesel de 7,5 L dépassaient le poids nominal brut du véhicule de 3,9 tonnes (F250 et plus haut uniquement.) Le moteur de 5,8 L pouvait également avoir un poids nominal brut supérieur à 3,9 tonnes. Le moteur de 4,9 L était disponible en tant qu'option supprimable du F350 jusqu'en 1996. La neuvième génération fut la dernière à proposer le vénérable moteur de 5,0 L à poussoir.
| Moteur                               | Années modèles                                                               | Puissance       | Couple  | Notes                                                                             |
| ------------------------------------ | ---------------------------------------------------------------------------- | --------------- | ------- | --------------------------------------------------------------------------------- |
| Six cylindres en ligne de 4,9 L      | 1992–93                                                                      | 147 ch (108 kW) | 359 N m |                                                                                   |
| Six cylindres en ligne de 4,9 L      | 1994–97                                                                      | 152 ch (112 kW) | 353 N m |                                                                                   |
| V8 de 5,0 L                          | 1992–93                                                                      | 188 ch (138 kW) | 366 N m |                                                                                   |
| V8 de 5,0 L                          | 1994–97                                                                      | 208 ch (153 kW) | 373 N m | 198 ch (145 kW) pour les modèles à transmission automatique                       |
| V8 de 5,8 L                          | 1992                                                                         | 213 ch (157 kW) | 427 N m |                                                                                   |
| V8 de 5,8 L                          | 1993                                                                         | 203 ch (149 kW) | 420 N m |                                                                                   |
| V8 de 5,8 L                          | 1993–95                                                                      | 243 ch (179 kW) | 461 N m | Lightning seulement                                                               |
| V8 de 5,8 L                          | 1994–97                                                                      | 213 ch (157 kW) | 441 N m | Poussoirs à rouleaux introduits en 1994                                           |
| V8 de 7,5 L                          | 1992–93                                                                      | 233 ch (172 kW) | 529 N m |                                                                                   |
| V8 de 7,5 L                          | 1994–97 (Le F-250 HD (Heavy Duty) appartenait à la même gamme que le F-350.) | 248 ch (183 kW) | 556 N m |                                                                                   |
| Moteur diesel V8 IDI de 7,3 L        | 1992–94                                                                      | 188 ch (138 kW) | 488 N m | IDI                                                                               |
| Moteur diesel V8 IDI de 7,3 L        | mi-1993–94                                                                   | 193 ch (142 kW) | 529 N m | IDI Turbo                                                                         |
| V8 Power Stroke turbodiesel de 7,3 L | mi-1994–95                                                                   | 218 ch (160 kW) | 576 N m | Turbo à injection directe, moteur Powerstroke, transmission T444E d'International |
| V8 Power Stroke turbodiesel de 7,3 L | 1996–97                                                                      | 228 ch (168 kW) | 610 N m | Turbo à injection directe, moteur Powerstroke, transmission T444E d'International |